# Gesslerhut

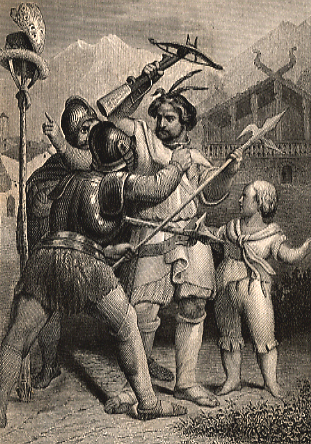
Wilhelm Tell weigert sich, den Gesslerhut zu grüssen. Stahlstich von Christian Hoffmeister (1818–1871)

Ein Gesslerhut ist redensartlich eine Einrichtung, deren einzig sinnfälliger Zweck die öffentliche Erzwingung untertänigen Verhaltens ist.
Im ersten Akt von Friedrich Schillers Wilhelm Tell wird dargestellt, wie der legendenhafte Gessler, der bei Schiller den Vornamen «Hermann» trägt, in Altdorf einen Hut aufstellen liess, den jeder Vorbeikommende zu grüssen hatte. Im dritten Akt versäumt es Wilhelm Tell, diesen Gruss auszuführen, und wird deshalb zu jenem Apfelschuss gezwungen, der in der Gründungssage der Schweiz eine bedeutende Rolle spielt.
Eine Variante des Gesslerhutes liess Hermann Göring im KZ Dachau errichten. Da ihn die beiden katholischen Priester Josef Zilliken und Johannes Schulz am 27. Mai 1940 in einem Gartenlokal nicht gegrüsst hatten, wurden sie noch am selben Abend verhaftet und zur Bestrafung ins KZ eingeliefert. Zudem mussten sie dort ständig mit zum Hitlergruss erhobenem Arm an einer auf eine Stange gesteckten Uniformmütze vorbeimarschieren, die Göring symbolisieren sollte.